# Coelocarpum madagascariensis
Coelocarpum madagascariensis là một loài thực vật có hoa trong họ Cỏ roi ngựa. Loài này được Scott-Elliot mô tả khoa học đầu tiên năm 1891.